# Idiops neglectus
Idiops neglectus är en spindelart som beskrevs av Ludwig Carl Christian Koch 1875. Idiops neglectus ingår i släktet Idiops och familjen Idiopidae. Inga underarter finns listade i Catalogue of Life.